# 946 Poësia
946 Poësia este o planetă minoră, din centura de asteroizi ce orbitează Soarele. Face parte din Familia Temis. Asteroidul a fost descoperit la data de 11 februarie 1921 de astronomul german Max Wolf, de la observatorul astronomic de la Königstuhl, de lângă Heidelberg.

Desemnarea sa provizorie era 1921 JC.
Asteroidul prezintă o orbită caracterizată de o semiaxă mare de 3,1177729 UA și de o exentricitate de 0,1420887, înclinată cu 1,43285° față de ecliptică.